# Ivan Gams

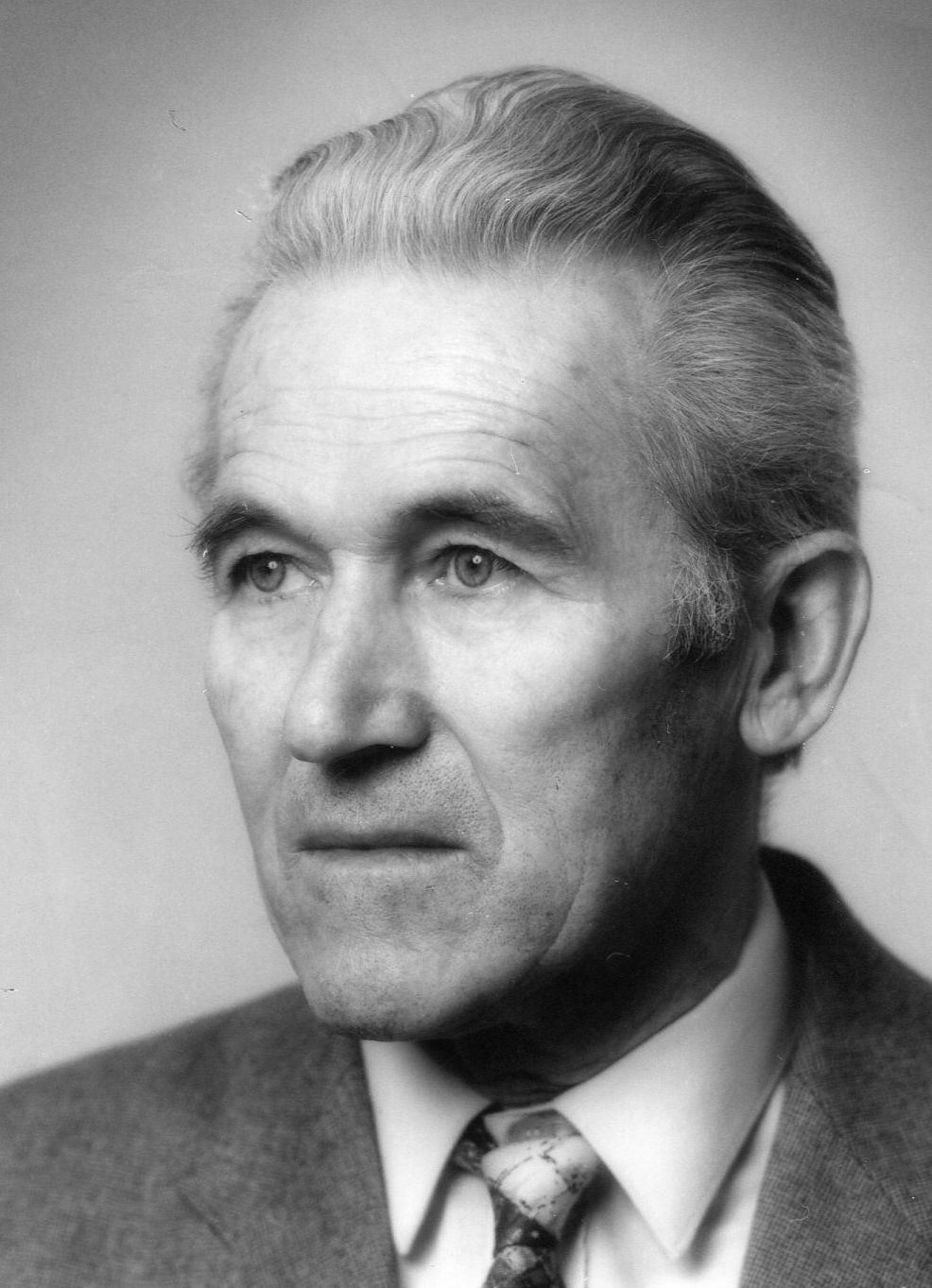
Ivan Gams

Ivan Gams (* 5. Juli 1923 in Šmartno pri Slovenj Gradcu, Königreich Jugoslawien; † 10. März 2014 in Brezovica, Slowenien) war ein jugoslawischer und slowenischer Geograph und Hochschullehrer an der Universität Ljubljana. Sein umfangreiches Gesamtwerk widmet sich insbesondere Themen der Karstologie und Speläologie und genießt internationale Anerkennung.

## Leben und Karriere
Nach der Grundschule in seinem Geburtsort besuchte Gams zwischen 1937 und 1944 das Gymnasium in Slovenj Gradec, Maribor und Ljubljana. 1945 und 1946 studierte er an verschiedenen Bildungseinrichtungen und schloss 1946 ein Studium der Geographie, Ethnographie und Nationalgeschichte an der Naturwissenschaftlichen Fakultät der Universität Ljubljana ab. Mit seiner Dissertation zum Thema Pohorsko Podravje – razvoj kulturne pokrajine (deutsch: Pohorsko Podravje – Entwicklung einer Kulturlandschaft) erlangte er im Januar 1959 seinen Doktortitel. Danach wurde er Assistent und wissenschaftlicher Mitarbeiter am Geographischen Institut der Slowenischen Akademie der Wissenschaften und Künste (SAZU). 1962 wechselte er an das SAZU-Institut für Karstforschung in Postojna. 1966 nahm er eine Stelle am Geographischen Institut der Universität Ljubljana an, wo er 1972 zum ordentlichen Professor ernannt wurde. Bis zu seinem Ruhestand im Jahr 1993 war er mehrere Jahre Leiter der Physischen Geographie sowie Institutsleiter.

## Werk

### Forschungsschwerpunkte
Ivan Gams spezialisierte sich innerhalb der physischen Geographie auf die Fachgebiete Karstologie und Speläologie. Daneben beschäftigte er sich mit Gebirgsseen, Hochwässern, dem Triglav-Gletscher sowie der Geomorphologie von Pomurska, Bela krajina und Dolenjska. Auf seine Initiative hin entstand die geomorphologische Karte Jugoslawiens im Maßstab 1:500.000. Außerdem beteiligte er sich an den drei Blättern eines europäischen Kartenwerks der Internationalen Geographischen Union. Gams leistete wichtige Beiträge zur Regionalgeographie Sloweniens und untersuchte die geoökologische und klimatische Gliederung des Landes. Klimatologisch erforschte er im Speziellen die Temperaturbedingungen in Dolinen, Karstfeldern und Becken. Ab 1985 bereitete er eine slowenische Monographie vor.
Nach 1960 befasste sich Gams hauptsächlich mit dem Thema Karst. Seine bedeutendsten Forschungen behandeln die Karsthydrologie sowie die Karstmorphologie. Besonders intensiv untersuchte er Höhlenklimata sowie Form, Bildung und Wachstum von Stalaktiten. Er beschäftigte sich eingehend mit den größten Höhlen Sloweniens und leitete in Erwartung eines globalen Tiefenrekords in den 1960er Jahren Expeditionen im Triglav-Gebiet. 1974 begann unter seiner Leitung eine internationale Korrosionsstudie. In späteren Jahren widmete er sich der Oberflächenveränderung in Karstgebieten durch landwirtschaftliche Nutzung und ökologischen Aspekten wie Karstchutz.
Ivan Gams entwickelte in den 1990er Jahren gemeinsam mit Drago Kladnik  und Milan Orožen Adamič ein heute breit akzeptiertes Konzept zur regionalen geographischen Gliederung Sloweniens.

### Organisationen
Gams war Präsident des Verbandes slowenischer Handwerker und der Geographischen Gesellschaft Sloweniens sowie Leiter des Anton-Melik-Instituts am Forschungszentrum SAZU. Als Redakteur und Redaktionsmitglied verschiedener slowenischer Fachzeitschriften wie Acta carsologica und Geografski zbornik sowie diverser Bücher und Sammlungen erlangte er höchste Reputation. Besonders bedeutend ist sein Werk zur slowenischen Karstterminologie (1973). Auf dem vierten Internationalen Höhlenkongress in Ljubljana und Postojna war er 1965 Mitbegründer der Internationalen Union für Speläologie. 1984 gründete er eine internationale geographische Vereinigung zur Erforschung menschlicher Eingriffe in Karstregionen, die 1987 in Postojna ein erstes Symposium abhielt. Daneben war er Mitglied der Europäischen Akademie der Wissenschaften, Ehrenpräsident der jugoslawischen Geomorphologen, der slowenischen Geographischen und Geomorphologischen Gesellschaft sowie Ehrenmitglied der Ungarischen und Serbischen Geographischen Gesellschaft.

## Bibliografie (Auswahl)
Die Bibliografie von Ivan Gams umfasst mehr als 1100 veröffentlichte Werke, darunter etwa 700 wissenschaftliche und professionelle Publikationen. Rund 300 seiner Schriften befassen sich mit dem Thema Karst.
- Kras: Zgodovinski, naravoslovni in geografski oris. Slovenska matica, Ljubljana 1974, 358 S. (slowenisch).
- The polje: The problem of defination. In: Geomorphol., Band 22, Heft 2 (1978), S. 170–181. (englisch).
- The origin of the term karst in the time of transition of karst (kras) from deforestation to forestation. In: Proceedings of the international conference on environmental changes in karst areas: Italy, September 15th – 27th, 1991, Quaderni del dipartimento di geografia 13, Università di Padova 1991, S. 1–8. (englisch).
- Environmental change and human impacts on the Mediterranean karsts of France, Italy and the Dinaric region. In: Catena, Suppl. (Giess.) No. 25 (1993), S. 59–98. (englisch).
- Kras v Sloveniji v prostoru in času. Založba ZRC, Ljubljana 2003, 516 S. (slowenisch).

## Auszeichnungen
- Boris-Kidrič-Förderpreis für Kras (1975)
- Außerordentliche Mitgliedschaft der Slowenischen Akademie der Wissenschaften und Künste (1978)
- Ehrenmitgliedschaft der Serbischen Geographischen Gesellschaft
- Ehrenmitgliedschaft der Ungarischen Geographischen Gesellschaft
- Ehrenpräsidentschaft der jugoslawischen Geomorphologen
- Ordentliche Mitgliedschaft Slowenischen Akademie der Wissenschaften und Künste (1985)
- Arbeiterorden mit goldenem Kranz (1987)
- Mitgliedschaft der Europäischen Akademie der Wissenschaften und Künste (1993)
- Ehrenpräsidentschaft der Slowenischen Geographischen Gesellschaft (1996)
- Goldabzeichen des Zivilschutzes für Beiträge zu Naturkatastrophen in der Zeitschrift Ujma
- Ehrenmitgliedschaft der Slowenischen Akademie der Wissenschaften und Künste (2005)
- Goldenes Ehrenzeichen für Verdienste um die Republik Slowenien (2005)
- Ehrenbürgerschaft seiner Heimatstadt Slovenj Gradec